# Гвиначи
Гвиначи (тиндин. ГъивиначІи) — село в Цумадинском районе Дагестана. Входит в состав сельского поселения Тиндинский сельсовет.

## География
Село находится в 2,5 км к востоку-северо-востоку от центра сельского поселения — села Тинди и в 10 км к юго-востоку от районного центра — села Агвали.

## Население
| 1926 | 1939 | 1970 | 1989 | 2002 | 2003 | 2004 |
| ---- | ---- | ---- | ---- | ---- | ---- | ---- |
| 141  | ↘93  | ↗119 | ↘82  | ↘71  | →71  | ↘66  |
| 2007 | 2010 | 2021 |      |      |      |      |
| ↘52  | ↘43  | ↗63  |      |      |      |      |

Гвиначи - тиндинское село. По данным Всероссийской переписи населения 2010 года в селе проживало 43 человека.